# P/E omjer
P/E omjer (engl. price-to-earnings ratio, P/E Ratio) je omjer tržišne cijene dionice i dobiti tvrtke po dionici. Omjer se koristi pri vrednovanju tvrtaka, te kako bi se otkrilo koliko je dionica podcijenjena ili precijenjena. 
{\displaystyle P/E={\frac {\text{Cijena dionice}}{\text{Dobit po dionici}}}}
Primjer: ako se dionica A prodaje po cijeni od 240 eura, a dobit po dionici u posljednjih dvanaest mjeseci iznosi 30 eura, tada dionica A odražava P/E omjer od 240 ÷ 30 = 8. Drugim riječima, kupac dionice za svaki euro dobiti ulaže osam eura; ako dobit ostane nepromijenjena, tada će trebati osam godina kako bi se dosegao uloženi iznos. Tvrtke koje posluju s gubitkom ili bez dobiti nemaju definiran P/E omjer, no neformalno je takav omjer moguće prikazati u negativnom iznosu.
Ako je pokazatelj P/E visok, tržišni sudionici očekuju znatno povećanje buduće poslovne aktivnosti tvrtke i povećanje zarade po dionici. 